# Łąki na Klinach
Łąki na Klinach – użytek ekologiczny w południowej części Krakowa, w dzielnicy X Swoszowice, położony między osiedlem Kliny a autostradą A4. Obejmuje 6 enklaw o łącznej powierzchni 5,82 ha. Został utworzony uchwałą Rady Miasta Krakowa z dnia 15 grudnia 2021 roku. 
Na terenie użytku ekologicznego ochronie podlegają pozostałości ekosystemu łąkowego oraz zbiorowisk zaroślowych, szuwarowych i drzewostanów położonych wzdłuż cieków stanowiących dopływy potoku Sidzinka i rzeki Wilgi, tworzących lokalne korytarze ekologiczne. Znajdują się tam stanowiska roślin chronionych, siedliska motyli z rodziny modraszkowatych oraz miejsca występowania i rozrodu chronionych płazów. Na terenie użytku występują następujące gatunki roślin chronionych: kosaciec syberyjski, goryczka wąskolistna, mieczyk dachówkowaty, goździk pyszny i pełnik europejski. Spośród chronionych gatunków motyli odnotowano tutaj modraszka nausitousa i modraszka telejusa oraz ich rośliny żywicielskie, czyli krwiściąg lekarski oraz rdest wężownik. Spotkać tu można również takie gatunki płazów jak: ropucha szara, żaba trawna i żaba wodna.